# 革命裁判所 (フランス革命)

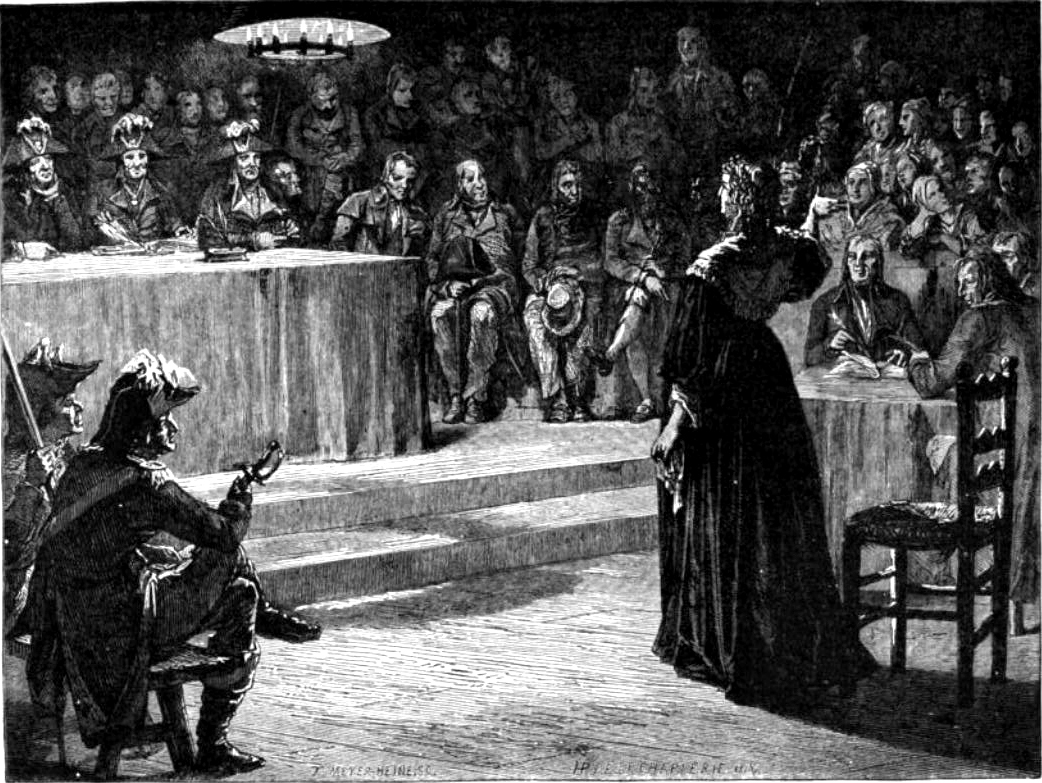
マリー・アントワネットの裁判の様子

革命裁判所（かくめいさいばんしょ、仏: Tribunal révolutionnaire）は、フランス革命において1793年3月10日にパリに設置された裁判所である。反革命の陰謀を暴くために整備された政治犯だけを裁く法廷。
ジロンド派の追放などで開廷。公安委員会や保安委員会に匹敵する組織で、恐怖政治を行った。テルミドールのクーデターで収監者の釈放は行われたが、革命裁判所は停止されず、1794年8月10日に改組されると白色テロのための粛清で開廷されて、1795年5月31日に廃止された。

## 歴史
8月10日事件で勝利した自治市会（）が、1792年8月17日にパリに勝手に開いた特別重罪裁判所が原型である。が、これは九月虐殺を黙認してしまったためジロンド派によって11月29日に廃止された。憲法制定国民議会が制定していた政治犯のための法廷は大審院と言ったが、同年の9月25日に解散していた。フランス革命戦争勃発で、貴族と士官の裏切りや陰謀、疑惑が相次いだから革命裁判所が設置された。
革命裁判所設置の法案は、前日に議員カリエが提案し、立法委員会での1日の議論で「あらゆる反革命行動、自由、平等、統一の侵害」を裁く法廷として成立した。法令はダントンによって支持演説が行われて注目を浴び、マラーによる修正動議によって4月5日に対象を陰謀罪と国家犯罪のみに限定し、将軍や大臣、議員不逮捕特権などが付加された。
役場となる建物はテュイルリー宮殿の中門と背中合わせになる場所に建てられた。
当初は陪審員や検事、裁判長らがブルジョワ出身者であったため意図的に緩慢で、逮捕者の大半を釈放していたが、1793年の夏ごろから左派が台頭するとエベール派の要求で恐怖政治が始まった9月5日より強化され、人員も刷新された。特に裁判長にマルティアル・ジョゼフ・アルマン・エルマンが就任し、それ以前の死刑宣告人数49名の記録を更新。12月までに209名、翌年1月から5月までに942名が反革命の容疑で死刑宣告を出された。1794年6月10日にプレリアール22日法ができると弁護の禁止など手続が大幅に簡素化され、テルミドールのクーデターの翌日までが革命裁判所の最盛期で、監獄と刑場が裁ききれないほど大量の有罪判決を出した。
上訴も抗告もできず、判決は絶対であった。死刑判決が出た場合は被告人の財産は国に没収された。ただし求刑は刑法に規定された多様な刑が宣告でき、流刑や禁錮労働、強制労働など、量刑は個別の案件によった。有罪であっても罪が軽いと判断されれば、違警罪裁判所への移送もできた。量刑が有罪の場合は平等に死刑のみとされたのは、プレリアール22日法ができた革命裁判所末期の1か月半の間のみ。
最後の1か月半だけで1,376人が革命裁判所に死刑判決を受けて処刑されたが、プレリアール22日法が制定される前はパリの革命裁判所で死刑判決を受けてギロチンで処刑された人数は1,251人だった。
パリ以外での地方には別の特別法廷が設けられ、革命裁判所は刑事・民事・軍事の法廷とは別のものだが、反革命容疑者法の成立以後は刑事裁判所で死刑になった恐怖政治の被害者の方が多かった。派遣議員による大量殺戮はこれ以上だった。
恐怖政治の被害者は桁違いの割合で地方（つまり革命裁判所の管轄外）で殺されていた。ジロンド派の処刑以後、革命裁判所の最大の役割は政敵の抹殺であった。
テルミドールの頃にはパリの監獄は8,000名以上の容疑者を収監していたが、9割がただ収監されている状態だった。パリでの審議が進まなかった原因は手順が簡略化されても個別に裁判が行われていたことと、一つずつ首を落とすギロチンが迅速な大量処刑には向いていなかったことがある。
クーデター以後、パリの収監者は釈放され、革命裁判所も判事などの人員が入れ替えられ、8月10日には大幅に改変されて弁護も再開されて機能が弱体化した。国民公会の末期にも今度は逆の白色テロの場として利用された。最終的にはテルミドール派により、1795年5月31日に廃止された。